# Simone Serafini
Simone Schettino Serafini (né le 13 décembre 1975 à Civitavecchia) est un joueur italien de volley-ball. Il mesure 1,84 m et joue passeur.

## Clubs
| Club                     | De        | À         |
| ------------------------ | --------- | --------- |
| VBA Olimpia Sant'Antioco | 1994-1995 | 1995-1996 |
| Indomita Salerno         | 1996-1997 | 1996-1997 |
| Asti                     | 1997-1998 | 1997-1998 |
| Pallavolo Civitavecchia  | 1998-1999 | 1999-2000 |
| Pallavolo Busca          | 2000-2001 | 2001-2002 |
| Albisola Volley          | 2002-2003 | 2002-2003 |
| Volley Arezzo            | 2003-2004 | 2003-2004 |
| Callipo Sport            | 2004-2005 | 2004-2005 |
| Top Volley Latina        | 2005-2006 | 2005-2006 |
| Igo Gênes Volley         | 2006-2007 | 2006-2007 |
| Umbria Volley            | 2007-2008 | 2008-2009 |
| Pallavolo Civitavecchia  | 2009-2010 | 2009-2010 |
| Umbria Volley            | 2010-2011 | 2010-2011 |
| Callipo Sport            | 2011-2012 | 2011-2012 |
| Stadium Mirandola        | 2012-2013 | 2012-2013 |
| Pallavolo Modène         | 2013-2014 | ...       |

## Palmarès
Néant.